# Seznam dílů seriálu Policie Modrava
Toto je seznam dílů seriálu Policie Modrava. Český kriminální televizní seriál Policie Modrava měl premiéru 1. března 2015 na stanici TV Nova. Na pilotní film, který byl premiérově odvysílán již v roce 2011, navazuje 15 dílů, které byly natočeny po obnovení seriálu v roce 2013. V hlavních rolích se objevuje Soňa Norisová, Jaroslav Satoranský a Filip Tomsa. V každém dílu seriálu řeší nový kriminální případ ze šumavského prostředí.

## Přehled řad
| Řada         | Díly         | Premiéra       | Premiéra       |
| Řada         | Díly         | První díl      | Poslední díl   |
| ------------ | ------------ | -------------- | -------------- |
| pilotní film | pilotní film | 9. října 2011  | 9. října 2011  |
| 1            | 16           | 1. března 2015 | 7. června 2015 |
| 2            | 8            | 27. srpna 2017 | 15. října 2017 |
| 3            | 8            | 1. září 2019   | 20. října 2019 |
| 4            | 8            | 4. září 2022   | 23. října 2022 |

## Seznam dílů

### Pilotní film (2011)
Pilotní film byl natočen během léta 2008. Při vysílání celého seriálu byl reprízován 28. února 2015 (v prodloužené verzi o jednu závěrečnou scénu a s jiným grafickým provedením titulků). Sledovatelnost tohoto uvedení byla 1,820 milionu diváků.
| Č. v seriálu | Č. v řadě | Původní název        | Režie           | Scénář                                                                        | Datum premiéry | Sledovanost (v mil.) |
| ------------ | --------- | -------------------- | --------------- | ----------------------------------------------------------------------------- | -------------- | -------------------- |
| 1            | 1         | Za lepších okolností | Jaroslav Soukup | námět: Jaroslav Soukup scénář: Naďa Horáková, Jaroslav Soukup a Miroslav Vaic | 9. října 2011  | 1,773                |

### První řada (2015)
| Č. v seriálu | Č. v řadě | Název                     | Režie           | Scénář                                                                                  | Datum premiéry  | Sledovanost (v mil.) |
| ------------ | --------- | ------------------------- | --------------- | --------------------------------------------------------------------------------------- | --------------- | -------------------- |
| 2            | 2         | Ranč                      | Jaroslav Soukup | námět: Naďa Horáková scénář: Jaroslav Soukup, Miroslav Vaic a Naďa Horáková             | 1. března 2015  | 1,989                |
| 3            | 3         | Letenka do Ria            | Jaroslav Soukup | námět: Jarmila Pospíšilová scénář: Jaroslav Soukup, Miroslav Vaic a Jarmila Pospíšilová | 8. března 2015  | 1,847                |
| 4            | 4         | Případ Strnad             | Jaroslav Soukup | námět: Naďa Horáková scénář: Jaroslav Soukup, Miroslav Vaic a Naďa Horáková             | 15. března 2015 | 1,995                |
| 5            | 5         | Pretty Woman z Dlouhé Vsi | Jaroslav Soukup | námět: Josef Kratochvíl scénář: Jaroslav Soukup a Miroslav Vaic                         | 22. března 2015 | 2,072                |
| 6            | 6         | Mrtvý v řece              | Jaroslav Soukup | námět: Josef Kratochvíl scénář: Jaroslav Soukup a Miroslav Vaic                         | 29. března 2015 | 2,290                |
| 7            | 7         | Kovbojův návrat           | Jaroslav Soukup | námět: Josef Kratochvíl scénář: Jaroslav Soukup, Miroslav Vaic a Naďa Horáková          | 5. dubna 2015   | 1,944                |
| 8            | 8         | Vražda za úplňku          | Jaroslav Soukup | námět: Naďa Horáková scénář: Jaroslav Soukup, Miroslav Vaic a Naďa Horáková             | 12. dubna 2015  | 2,204                |
| 9            | 9         | Cigaretový kouř           | Jaroslav Soukup | námět: Jarmila Pospíšilová scénář: Jaroslav Soukup, Miroslav Vaic a Jarmila Pospíšilová | 19. dubna 2015  | 2,196                |
| 10           | 10        | Případ kocoura Mikeše     | Jaroslav Soukup | námět: Jiří Margolius scénář: Jaroslav Soukup a Miroslav Vaic                           | 26. dubna 2015  | 2,307                |
| 11           | 11        | Čertův mlýn               | Jaroslav Soukup | námět: Antonín Jirotka scénář: Jaroslav Soukup a Miroslav Vaic                          | 3. května 2015  | 2,241                |
| 12           | 12        | Pohřešovaná               | Jaroslav Soukup | námět: Bohumil Lipert scénář: Jaroslav Soukup a Miroslav Vaic                           | 10. května 2015 | 2,178                |
| 13           | 13        | Vražedné esemesky         | Jaroslav Soukup | námět: František Uher scénář: Jaroslav Soukup a Miroslav Vaic                           | 17. května 2015 | 2,181                |
| 14           | 14        | Jak málo stačilo          | Jaroslav Soukup | námět: Jaroslav Soukup a Miroslav Vaic scénář: Jaroslav Soukup a Miroslav Vaic          | 24. května 2015 | 2,318                |
| 15           | 15        | Blondýnka na hřbitově     | Jaroslav Soukup | námět: Jan J. Vaněk scénář: Jaroslav Soukup a Miroslav Vaic                             | 31. května 2015 | 2,177                |
| 16           | 16        | Případ ukradené krasavice | Jaroslav Soukup | námět: Jiří Margolius scénář: Jaroslav Soukup a Miroslav Vaic                           | 7. června 2015  | 2,216                |

### Druhá řada (2017)
| Č. v seriálu | Č. v řadě | Název                          | Režie           | Scénář | Datum premiéry | Sledovanost (v mil.) |
| ------------ | --------- | ------------------------------ | --------------- | --- | -------------- | -------------------- |
| 17           | 1         | Nehoda                         | Jaroslav Soukup | námět: Jaroslav Soukup a Miroslav Vaic scénář: Jaroslav Soukup, Miroslav Vaic, Josef Kratochvíl a Naďa Horáková | 27. srpna 2017 | 1,425                |
| 18           | 2         | Případ u Dračí skály           | Jaroslav Soukup | námět: Miroslav Vaic a Jaroslav Soukup scénář: Miroslav Vaic, Jaroslav Soukup, Josef Kratochvíl a Naďa Horáková | 3. září 2017   | 1,640                |
| 19           | 3         | Magická síla                   | Jaroslav Soukup | námět: Jaroslav Soukup a Miroslav Vaic scénář: Jaroslav Soukup, Miroslav Vaic a Naďa Horáková                   | 10. září 2017  | 1,711                |
| 20           | 4         | Případ starosta                | Jaroslav Soukup | námět: Miroslav Vaic a Jaroslav Soukup scénář: Miroslav Vaic, Jaroslav Soukup, Josef Kratochvíl a Naďa Horáková | 17. září 2017  | 1,836                |
| 21           | 5         | Sestřička                      | Jaroslav Soukup | námět: Miroslav Vaic a Jaroslav Soukup scénář: Miroslav Vaic, Jaroslav Soukup, Josef Kratochvíl a Naďa Horáková | 24. září 2017  | 1,891                |
| 22           | 6         | Hajný, který zmizel            | Jaroslav Soukup | námět: Miroslav Vaic a Jaroslav Soukup scénář: Miroslav Vaic, Jaroslav Soukup, Josef Kratochvíl a Naďa Horáková | 1. října 2017  | 1,991                |
| 23           | 7         | Vražda u plavebního kanálu     | Jaroslav Soukup | námět: Miroslav Vaic a Jaroslav Soukup scénář: Miroslav Vaic, Jaroslav Soukup, Josef Kratochvíl a Naďa Horáková | 8. října 2017  | 1,906                |
| 24           | 8         | Žena, která odešla před obědem | Jaroslav Soukup | námět: Miroslav Vaic a Jaroslav Soukup scénář: Miroslav Vaic, Jaroslav Soukup, Josef Kratochvíl a Naďa Horáková | 15. října 2017 | 2,040                |

### Třetí řada (2019)
| Č. v seriálu | Č. v řadě | Název               | Režie           | Scénář | Datum premiéry | Sledovanost (v mil.) |
| ------------ | --------- | ------------------- | --------------- | --- | -------------- | -------------------- |
| 25           | 1         | Maily ze záhrobí    | Jaroslav Soukup | námět: Miroslav Vaic, Jaroslav Soukup a Lukáš Hrdlička scénář: Miroslav Vaic a Jaroslav Soukup                 | 1. září 2019   | 1,817                |
| 26           | 2         | Muž v pozadí        | Jaroslav Soukup | námět: Miroslav Vaic, Jaroslav Soukup a Josef Kratochvíl scénář: Miroslav Vaic a Jaroslav Soukup               | 8. září 2019   | 1,835                |
| 27           | 3         | Milenec z Churáňova | Jaroslav Soukup | námět: Miroslav Vaic, Jaroslav Soukup a Roman Cílek scénář: Miroslav Vaic a Jaroslav Soukup                    | 15. září 2019  | 1,778                |
| 28           | 4         | Smrtelná chyba      | Jaroslav Soukup | námět: Miroslav Vaic a Jaroslav Soukup scénář: Miroslav Vaic a Jaroslav Soukup                                 | 22. září 2019  | 1,812                |
| 29           | 5         | Nešťastná láska     | Jaroslav Soukup | námět: Miroslav Vaic a Jaroslav Soukup scénář: Miroslav Vaic a Jaroslav Soukup                                 | 29. září 2019  | 1,763                |
| 30           | 6         | Neznámý útočník     | Jaroslav Soukup | námět: Miroslav Vaic, Jaroslav Soukup, Josef Kratochvíl a Jan J. Vaněk scénář: Miroslav Vaic a Jaroslav Soukup | 6. října 2019  | 2,012                |
| 31           | 7         | Vyhaslý případ      | Jaroslav Soukup | námět: Miroslav Vaic, Jaroslav Soukup a Josef Kratochvíl scénář: Miroslav Vaic a Jaroslav Soukup               | 13. října 2019 | 2,002                |
| 32           | 8         | Návrat z Austrálie  | Jaroslav Soukup | námět: Miroslav Vaic, Jaroslav Soukup a Josef Kratochvíl scénář: Miroslav Vaic a Jaroslav Soukup               | 20. října 2019 | 2,130                |

### Čtvrtá řada (2022)
Čtvrtá řada se natáčela v roce 2021, má 8 dílů. Premiérově byla vysílána od 4. září do 23. října 2022 každou neděli ve 20:20 na TV Nova.
| Č. v seriálu | Č. v řadě | Název                    | Režie           | Scénář | Datum premiéry | Sledovanost (v mil.) |
| ------------ | --------- | ------------------------ | --------------- | --- | -------------- | -------------------- |
| 33           | 1         | Útěk do Tarify           | Jaroslav Soukup | námět: Jaroslav Soukup, Miroslav Vaic a Lukáš Hrdlička scénář: Jaroslav Soukup a Miroslav Vaic                   | 4. září 2022   | 1,580                |
| 34           | 2         | Žena se širokým srdcem   | Jaroslav Soukup | námět: Jaroslav Soukup, Miroslav Vaic a Josef Kratochvíl scénář: Jaroslav Soukup a Miroslav Vaic                 | 11. září 2022  | 1,580                |
| 35           | 3         | Muž, který vyrovnal účet | Jaroslav Soukup | námět: Jaroslav Soukup, Miroslav Vaic a Josef Kratochvíl scénář: Jaroslav Soukup a Miroslav Vaic                 | 18. září 2022  | 1,608                |
| 36           | 4         | Posel ze světa mrtvých   | Jaroslav Soukup | námět: Jaroslav Soukup, Miroslav Vaic a Antonín Jirotka scénář: Jaroslav Soukup a Miroslav Vaic                  | 25. září 2022  | 1,727                |
| 37           | 5         | Mrtví do hospody nechodí | Jaroslav Soukup | námět: Jaroslav Soukup, Miroslav Vaic a František Uher scénář: Jaroslav Soukup a Miroslav Vaic                   | 2. října 2022  | 1,723                |
| 38           | 6         | Peníze na střeše         | Jaroslav Soukup | námět: Jaroslav Soukup, Miroslav Vaic a Josef Kratochvíl scénář: Jaroslav Soukup a Miroslav Vaic                 | 9. října 2022  | 1,688                |
| 39           | 7         | Nešťastný vrah           | Jaroslav Soukup | námět: Jaroslav Soukup, Miroslav Vaic, Josef Kratochvíl a Jiří Margolius scénář: Jaroslav Soukup a Miroslav Vaic | 16. října 2022 | 1,649                |
| 40           | 8         | Případ neznámé ženy      | Jaroslav Soukup | námět: Jaroslav Soukup, Miroslav Vaic a Josef Kratochvíl scénář: Jaroslav Soukup a Miroslav Vaic                 | 23. října 2022 | 1,722                |